# Zybert
Zybert, Zybracht, Zybart, Zygbert, Zygisbert – męskie imię germańskie, notowane w Polsce po raz pierwszy w 1480 roku w formach Zybart i Zybert. Pierwszym członem imienia jest sig: stsas. sigi, stwniem. sigu — "zwycięstwo" albo germ. sigis. Forma ściągnięta sī < sii powstała bardzo wcześnie na terenach  zachodniofrankońskich na skutek zaniku międzywokalicznego -g-. Drugi człon imienia, -bert, wywodzi się z pnia bercht, pochodzącego od germ. berhta — "jasny". Forma -bert, pozbawiona śródgłosowego -h-, jest charakterystyczna dla nazw osobowych przekazywanych przez piśmiennictwo łacińskie, zaś forma -bart jest wynikiem obniżenia e > a. Niektóre możliwe staropolskie zdrobnienia: Zyka, Zyc.

## Zybert, Zybracht, Zybart, Zygbertimieninyobchodzi
- 1 lutego, jako wspomnienie św. Zygisberta III, króla Austrazji[5]
- 11 lipca, jako wspomnienie św. Placyda i Zygisberta z Disentis[6].
- 27 września, jako wspomnienie św. Zygisberta, króla Anglii Wschodniej[7]

## W innych językach
- łacina: Sigibertus, Sigbertus, Sigisbertus
- język angielski: Sigebert
- język francuski: Sigebert, Sigisbert
- język niemiecki: Sigisbert, Sigibert, Siegbert, Sigbrecht[5]

## Znane osoby noszące imię Zybert, Zybracht, Zybart, Zygbert
- Sigebert I — król Austrazji
- Sigebert II — dzielnicowy król Franków
- Sigebert III — król Austrazji
- Siegbert Alber — niemiecki polityk, Rzecznik Generalny Trybunału Sprawiedliwości Wspólnot Europejskich w latach 1997–2003
- Sigbert Josef Maria Ganser — niemiecki psychiatra
- Siegbert Tarrasch — niemiecki szachista, uczestnik meczu o mistrzostwo świata z Emanuelem Laskerem

## Postaci fikcyjne o imieniu lub pseudonimie Zybert
- Kapitan "Zybert" — postać z polskiego filmu wojennego Bołdyn z 1981 roku
- prof. Tadeusz Zybert oraz dr Monika Zybert — postacie z serialu Na dobre i na złe